# Geschiedenis van FC Barcelona
Fútbol Club Barcelona werd opgericht in 1899 en groeide uit tot een van de meest succesvolle voetbalclubs ter wereld, met talloze nationale en internationale prijzen. Hieronder volgt een beschrijving van de geschiedenis van de club.

## Oprichting en eerste successen (1899–1923)

### Beginperiode en oprichting
FC Barcelona werd op 29 november 1899 door de Zwitser Hans Joan Gamper opgericht. Via een advertentie in lokale dagbladen wierf Gamper de eerste leden. De Engelsman Walter Wild werd de eerste voorzitter van de club. De eerste wedstrijd vond plaats op 8 december 1899: er werd met 1-0 verloren van een elftal van Engelse immigranten.

### De eerste jaren en de opkomst in Catalonië
De eerste jaren speelden vooral Zwitsers, landgenoten van Gamper, en Engelsen in het eerste elftal van FC Barcelona. In 1902 won de nieuwe voetbalclub de eerste prijs: de Copa Macaya, de eerste Catalaanse competitie. Een jaar later speelde FC Barcelona de eerste wedstrijd buiten Catalonië. Ter gelegenheid van de kroning van Alfonso XIII speelde Barcelona in de Spaanse hoofdstad Madrid tegen Madrid CF en won met 3-1. Het was het eerste van vele beladen duels met de Madrileense club. De wedstrijd tussen beide clubs staat wel bekend als de Derby van het Heelal. In 1908 dreigde opheffing voor de club vanwege financiële problemen en teruglopende publieke belangstelling. Gamper voorkwam dit door voorzitter te worden. In maart 1909 werd aan de Carrer Indústria het eerste eigen stadion geopend met de naam La Escopidora. Dit stadion had een capaciteit van 6.000 plaatsen.

### De eerste successen en het Camp de Les Corts
Begin jaren twintig van de twintigste eeuw beleefde Barça de eerste succesvolle periode met diverse prijzen. Josep Samitier, Paulino Alcántara, Sagi-Barbá en Vicenç Piera waren in die tijd de grote sterren, aangevuld met doelmannen Ricardo Zamora en later Franz Platko. In 1922 werd het stadion Camp de Les Corts in gebruik genomen. In deze succesperiode won FC Barcelona vier keer de Copa de España (1920, 1925, 1926, 1928), negen keer de Campionat de Catalunya (1919-1922, 1924-1928) en als slotstuk de eerste landstitel in 1928/1929. De grote rivaal in deze periode was vooral stadsgenoot RCD Espanyol met de Derbi de Barcelona als een van de belangrijkste wedstrijden van het seizoen.

## Onderdrukking en moeilijke jaren (1923–1973)

### Primo de Rivera en de Burgeroorlog
Met de militaire coup van Miguel Primo de Rivera in 1923, het uitbreken van de Spaanse Burgeroorlog in 1936 en het aan de macht komen van Francisco Franco in 1939, was er lange tijd sprake van een sterke onderdrukking van de nationalistische gevoelens bij bevolkingsgroepen als de Catalanen. Franco veranderde de naam van FC Barcelona zelfs in het Spaanse Club Futbol de Barcelona. Juichen voor de eigen club FC Barcelona was voor veel Catalanen een manier om hun gevoelens te uiten.
In 1925 werd Joan Gamper er door de dictatuur van Primo de Rivera van beschuldigd het Catalaanse nationalisme aan te wakkeren als president van FC Barcelona. Direct aanleiding was het gefluit waarmee de supporters (culés) tijdens een wedstrijd de Marcha Real, het Spaans volkslied, hadden begeleid. Als straf werd het stadion Les Corts zes maanden gesloten en werd Gamper gedwongen af te treden als voorzitter. Gamper werd vervolgens uit Spanje verbannen en hij keerde terug naar zijn geboorteland Zwitserland, waar hij in 1930 zelfmoord pleegde.
Begin jaren dertig kreeg FC Barcelona te maken met de dreiging van onteigening van de club door anarchistische groeperingen en later marxisten. Om onteigening te voorkomen trad het clubbestuur af en het werd vervangen door een arbeiderscomité, waarin echter onder meer de clubsecretaris, de terreinknecht en enkele oud-bestuurders als vertegenwoordigers van de leden plaatsnamen, waardoor de continuïteit van de club gegarandeerd bleef. In 1936 kreeg FC Barcelona een nieuwe reden voor haat jegens Madrid in de vorm van de moord op clubvoorzitter Josep Sunyol. Sunyol was extreem links en vertegenwoordigde ook de politieke partij Esquerra Republicana de Catalunya in Madrid. Op 6 augustus 1936, enkele weken na de start van de Spaanse Burgeroorlog, reden Sunyol en een journalist zonder het te weten een verboden gebied binnen, de Sierra de Guadarrama. Zonder een vorm van gerechtelijk proces werd hij door het leger van Francisco Franco gearresteerd en ter dood gebracht. Pas een week later hoorde men in Barcelona wat er was gebeurd: Franco had de voorzitter van hun club vermoord. De haat jegens Madrid nam grote vormen aan.

### De Mexicaanse Tour en ballingschap
In 1937 vertrok FC Barcelona op rondreis naar Mexico en de Verenigde Staten, toen voetbal vanwege de Spaanse Burgeroorlog onmogelijk was geworden. In Mexico speelde de club veertien wedstrijden tegen onder andere Club América, CF Atlante en Necaxa. FC Barcelona verbleef in september 1937 in New York, waar de club deelnam aan het New York Tournament. Alle vier wedstrijden werden gewonnen van achtereenvolgens Brooklyn Hispano (4-2), Saint Mary’s Celtic (4-3), American League Stars (2-0) en Jewish All-Stars (3-0). Slechts vier spelers, Argemí, Babot, Heros en Rafa, zouden met de technische staf terugkeren naar Barcelona. Aanvaller Martí Ventolrà was al eerder in Mexico achtergebleven nadat hij verliefd was geworden op het nichtje van de toenmalige Mexicaanse president. Ook Urquiaga, Fernando García, Gual, Iborra, Bardina, Munlloch, Pagès en Esteve Pedrol kozen voor Mexico, terwijl Domènec Balmanya, Josep Escolà, Josep Raich en Ramón Zabalo naar Frankrijk vluchtten. Raich, Escolà, Pedrol (1940), Balmanya (1941) en Zabalo (1944) zouden later terugkeren bij FC Barcelona, hoewel ze wel een jaar schorsing kregen voor het verlaten van Spanje.

### Overleven tijdens de Franco-jaren
In 1943 nam FC Barcelona het in de halve finale om de Copa del Generalisimo op tegen Real Madrid. De thuiswedstrijd werd met 3-0 gewonnen. Voorafgaand aan de return in Madrid, kwam José Finat y Escríva de Romani, directeur van de staatsveiligheidsdienst van Franco, de kleedkamer binnen en bedreigde de blaugranas. "Vergeet niet dat sommigen van jullie alleen maar mogen spelen bij de gratie van het regime dat jullie je gebrek aan vaderlandsliefde heeft vergeven," verkondigde Finat y Escríva de Romani. Ook de scheidsrechter maakte duidelijk dat hij zwaar zou optreden bij iedere vorm van ongedisciplineerd gedrag. In het stadion heerste een uiterst dreigende sfeer en door de fysieke en psychische bedreigingen waren de spelers van Barcelona als versteend. Na acht minuten stond het 4-0, met rust 8-0 en na afloop 11-1 voor Real Madrid. De Madrileense pers was euforisch, maar de meer objectieve pers wist wel dat niet het goede spel van Real maar de bedreigingen hadden geleid tot deze enorme nederlaag van FC Barcelona. Zeven jaar later zou FC Barcelona thuis min of meer wraak nemen voor deze nederlaag. Met een 7-2-overwinning (met een hattrick van de Argentijn Mateo Nicolau) revancheerde de Catalaanse club zich en het betekende de grootste overwinning op Real Madrid ooit.

### De gouden jaren vijftig en de opening van Camp Nou
Pas in de jaren vijftig en begin jaren zestig kende Barcelona weer grote successen. De komst van Ladislao Kubala, een vluchteling uit Hongarije, leidde deze nieuwe glorieperiode in. Aanvankelijk belette de Hongaarse regering Kubala te spelen, maar de Spaanse dictator Francisco Franco, zelf een voetbalfan en ook politiek ijverig om Spanje uit zijn internationale isolement te halen, kwam persoonlijk tussenbeide bij de internationale voetbalautoriteiten. In de sfeer van de Koude Oorlog woog het anti-communisme van een dergelijke houding zwaarder door dan de vroegere banden tussen Franco en Hitler; Kubala mocht spelen.
In 1952 won FC Barcelona vijf bekers: de Spaanse landstitel, de Spaanse beker, de Copa Latina, de Copa Eva Duarte en de Copa Martini Rossi. Deze prestatie leverde dit succesteam onder leiding van trainer Fernando Daucik de bijnaam Barça Cinc Copes (Barça van de Vijf Bekers) op. 

### De strijd om Di Stéfano en de Europese doorbraak
FC Barcelona leek in 1952 nog sterker te worden met het contracteren van Alfredo Di Stéfano. De komst van de Argentijnse aanvaller liep door inmenging van dubieuze tussenpersonen en de politiek echter mis en in plaats van FC Barcelona was het Real Madrid die Di Stéfano uiteindelijk contracteerde. Ook zonder Di Stéfano domineerde FC Barcelona samen met Real Madrid in Spanje met een elftal bestaand uit onder meer Kubala, Luis Suárez, Antoni Ramallets, Joan Segarra en Evaristo. Onder de Argentijnse trainer Helenio Herrera werd tweemaal de Europacup III gewonnen. In 1957 werd het nieuwe stadion Camp Nou geopend en werd de club kampioen van het Mundialito de Clubes. FC Barcelona was in 1960 de eerste club die Real Madrid in de Europacup I, na vijf titels op rij, wist uit te schakelen. De finale werd dat seizoen gehaald, maar daarin verloor Barcelona met 3-2 van Benfica. Het betekende het einde van deze succesperiode. In de jaren zestig won FC Barcelona nog wel de Copa del Generalísimo (1963 en 1968) en de Europacup III (1966).

## Nieuwe successen en het Dream Team-tijdperk (1973–1996)

### De jaren zeventig en tachtig: de basis voor een nieuwe glorie
De komst van Rinus Michels, Johan El Flaco Cruijff en Johan El Toro Neeskens in de jaren zeventig brachten nieuwe successen met zich mee voor FC Barcelona, met als hoogtepunt de landstitel van 1974. Bovendien werd met 5-0 gewonnen van Real Madrid in het Estadio Santiago Bernabéu, de grootste uitoverwinning ooit op de aartsrivaal. Twee Europa Cups voor Bekerwinnaars volgden in 1979 en 1982. De jaren tachtig verliepen wisselend voor Barça. Wel werd onder leiding van de Engelse trainer Terry Venables in 1985 de landstitel behaald. Een jaar later verloor FC Barcelona na strafschoppen van Steaua Boekarest in de Europacup I-finale. Sterren bij Barça in de jaren tachtig waren onder andere de Argentijn Diego Maradona en de Duitser Bernd Schuster.

### De opkomst van het Dream Team onder Johan Cruijff
Toen Johan Cruijff in 1988 terugkeerde als coach bij de club, begon de tot dan toe succesvolste periode uit de geschiedenis van FC Barcelona met een team dat bekendstond als het Dream Team. Santi Nolla, hoofdredacteur van de Spaanse sportkrant El Mundo Deportivo introduceerde de benaming Dream Team in 1992. Op 28 juli 1992 opende de krant met de eerste gewonnen gouden medaille die namens baanwielrenner José Manuel Moreno door het Spaans Olympisch team is gewonnen op de Olympische Spelen van Barcelona. Er werd op de cover van El Mundo Deportivo tevens een verwijzing gemaakt naar de presentatie van FC Barcelona voor het seizoen 1992/1993 door middel van de uitdrukking Het andere Dream Team. In dezelfde editie van de krant trok Santi Nolla in zijn column een parallel tussen de prestaties van het Amerikaans basketbalteam, dat met sterspeler Michael Jordan de grote blikvanger is op de Olympische Spelen en aangeduid wordt als Dream Team, en de prestaties van het FC Barcelona van Johan Cruijff. Nolla zag in beide teams de magie en het talent om het publiek spektakel te kunnen bieden. Onder leiding van Cruijff won het Dream Team onder andere vier landstitels (1991-1994). Hoogtepunt was echter de winst van de Europacup I in 1992. Op Wembley maakte Ronald Koeman in de verlenging tegen het Italiaanse Sampdoria vanuit een vrije trap de enige treffer. In december 1992 streed FC Barcelona als winnaar van de Europacup I voor de Intercontinental Cup en kreeg 1992 het Creu de Sant Jordi, een van de hoogste onderscheidingen van de Catalaanse regering.
In Tokio kon er echter niet gewonnen worden van het Braziliaanse São Paulo FC (1-2). Christo Stoitsjkov maakte het enige Barça-doelpunt. In het seizoen 1993/94 was het elftal van Cruijff op zijn sterkst met het aanvalstrio Christo Stoitsjkov, Romário en Michael Laudrup. Dat seizoen werd Real Madrid met 5-0 verslagen in Camp Nou met een hattrick van Romário, een doeltreffende vrije trap van Ronald Koeman en een doelpunt van Iván Iglesias. Een passend slot aan dit seizoen ontbrak echter. De landstitel werd geprolongeerd, maar in de finale van de Champions League werd met 4-0 verloren van AC Milan. Hierna viel het succeselftal langzaam uiteen. De nieuwe spelers konden niet aan de verwachtingen voldoen en in 1996 werd Johan Cruijff vanwege tegenvallende resultaten ontslagen, dit overigens tot onvrede van de supporters.

## Overgangsperiode en sportieve crisis (1996–2003)

### Nieuwe successen onder Robson en Van Gaal
FC Barcelona hervond zich echter al snel na het ontslag van Cruijff en ook onder zijn opvolger, de Engelsman Bobby Robson, beleefde de club successen. In 1996-97 werden de Europacup II, de Copa del Rey en de Supercopa veroverd. De grote ster dat seizoen was Ronaldo, die onder andere de enige treffer maakte in de EC II-finale tegen Paris Saint-Germain. In 1997 volgde een derde Nederlander, Louis van Gaal, Robson op als coach van FC Barcelona. Onder zijn leiding won Barça de landstitel (1998, 1999), de Copa del Rey (1998) en de Europese Supercup (1997). In 2000 nam Van Gaal ontslag, nadat eerder president Josep Lluís Núñez was afgetreden.

### Verval onder Gaspart
Joan Gaspart volgde Núñez in 2000 op als president van FC Barcelona. Binnen een week was Gaspart een van de sterspelers al kwijt: Luís Figo maakte de verboden overstap naar aartsrivaal Real Madrid. Marc Overmars kwam als zijn vervanger, maar net als veel andere dure aankopen kon hij niet aan de verwachtingen voldoen. Onder Gaspart kwam FC Barcelona in een sportieve en economische crisis terecht. Nadat FC Barcelona in het seizoen 2000/01 en 2001/02 op een vierde plaats was geëindigd, volgde het dieptepunt een seizoen later. In het seizoen 2002/03 bleef Barça steken op een zesde plaats. Bovendien was de schuldenlast opgelopen naar meer dan 98 miljoen euro. De druk nam sterk toe en begin 2003 trad Gaspart af als president. Nieuwe verkiezingen waren noodzakelijk.

## De glorietijd onder Joan Laporta (2003–2015)

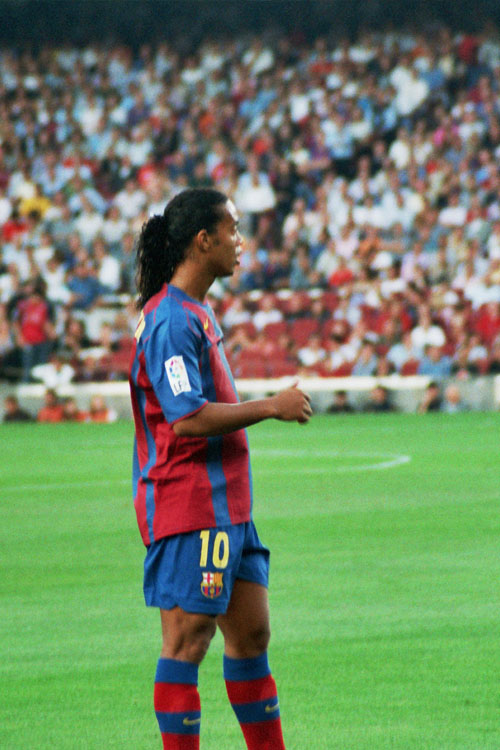
Ronaldinho

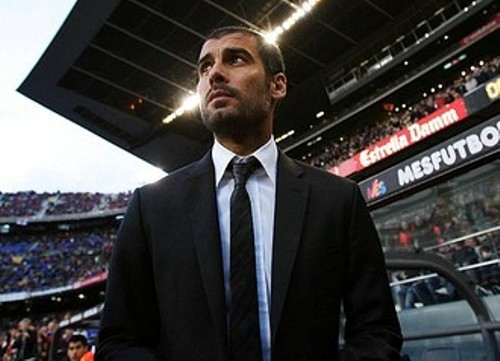
Josep Guardiola

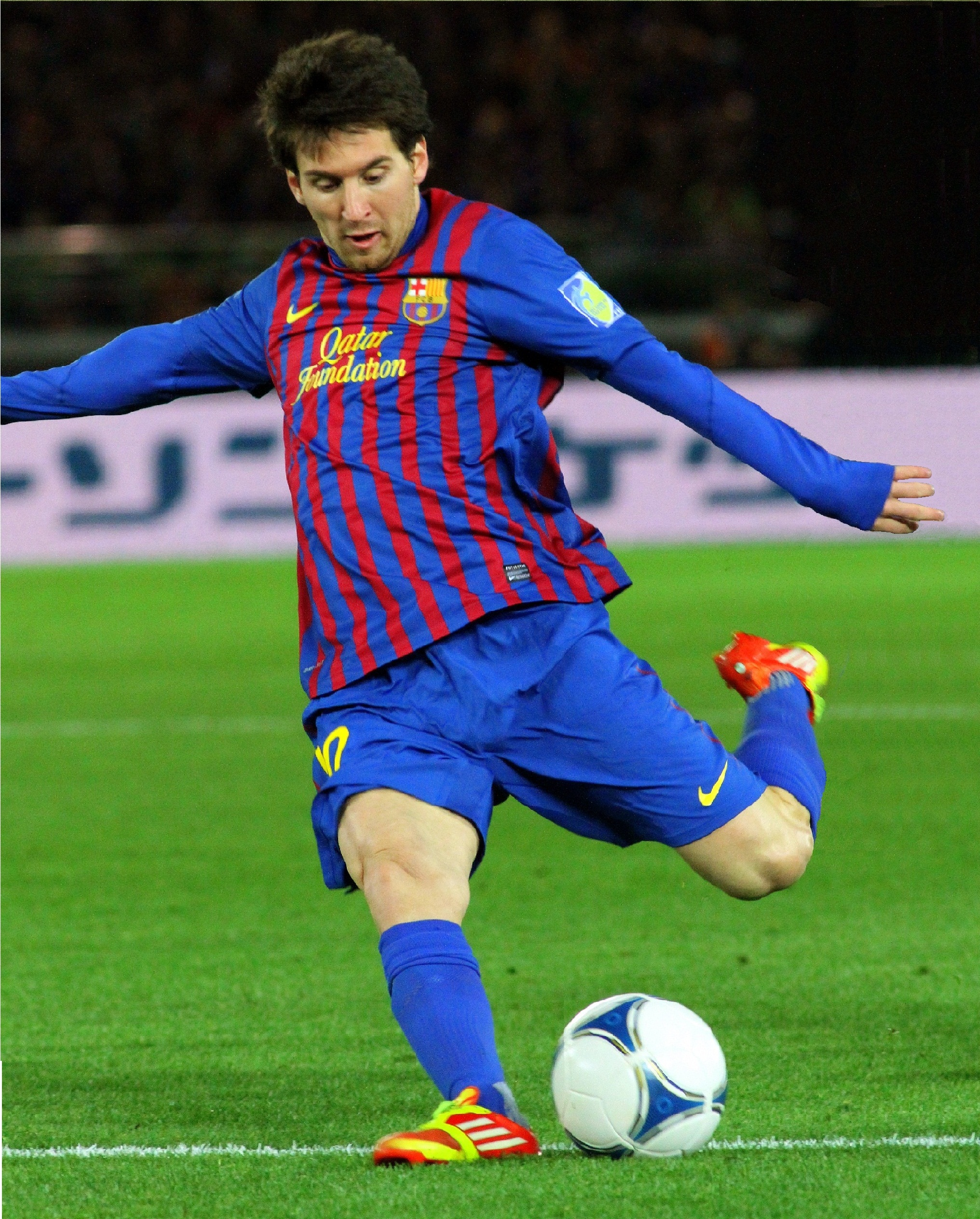
Lionel Messi

### De wederopbouw onder Laporta en Rijkaard
Na het vertrek van Gaspart leek het er sterk op dat Lluís Bassat zijn opvolger zou worden. De Spaanse zakenman beloofde hervormingen met Josep Guardiola als nieuwe technisch directeur en Ajax-coach Ronald Koeman als hoofdtrainer. Koeman zelf zei overigens niet geïnteresseerd te zijn in een overstap naar de Catalanen en beloofde zijn contract tot medio 2004 uit te dienen. De voornaamste concurrent van Bassat was Joan Laporta, een 40-jarige advocaat die volgens verschillende media goede banden zou hebben met Johan Cruijff. Laporta beloofde op zijn beurt om Manchester United-ster David Beckham te halen als hij aan de macht zou komen. Beckham zelf liet echter via zijn management weten dat hij geen pion in een verkiezingsstrijd wilde zijn en zou later die zomer de overstap naar aartsrivaal Real Madrid maken. Laporta won uiteindelijk verrassend de verkiezingen. Hij kreeg 57 procent van de stemmen. Bassat zou uiteindelijk 31,8 procent van de stemmen krijgen.

### De magie van Ronaldinho
Met het aantreden van Laporta was de komst van Ronald Koeman van de baan. In plaats daarvan werden de Nederlanders Frank Rijkaard en Henk ten Cate aangesteld als trainersduo. Daarnaast betrok Laporta verschillende oud-spelers bij de dagelijkse bezigheden van de club. Zo werd Aitor Beguiristain technisch directeur, Guillermo Amor hoofd opleidingen en Eusebio Sacristán assistent-trainer. De belofte om Beckham te halen kon de Laporta niet waarmaken, maar in plaats daarvan strikte hij de 23-jarige Ronaldinho, die overkwam van Paris Saint-Germain. Barcelona troefde met deze deal onder meer Manchester United af.

### Europese triomf en clubdominantie
Ronaldinho werd in dienst van FC Barcelona Europees voetballer van het jaar (2005) en Wereldvoetballer van het jaar (2004, 2005). In eerste instantie vielen de sportieve prestaties enigszins tegen, maar uiteindelijk eindigde Barcelona in het seizoen 2003/04 als vicekampioen achter Valencia CF. In het seizoen 2004/05 werd FC Barcelona landskampioen en werd bovendien de Supercopa gewonnen. Op 17 december 2005 vestigde het FC Barcelona van Frank Rijkaard met een 3-1-overwinning tegen Cádiz CF zelfs een clubrecord van twaalf overwinningen op een rij. Het vorige record van elf overwinningen was in het seizoen 1955/56 gevestigd onder leiding van de toenmalige trainer Franz Platko en de sterspeler Ladislao Kubala. Mede dankzij deze reeks wist FC Barcelona de Spaanse titel in 2006 te prolongeren. Een ander hoogtepunt was de overwinning van FC Barcelona in de UEFA Champions League. Na in de eerste ronde te hebben afgerekend met Panathinaikos FC, Werder Bremen en Udinese, wachtte in de achtste finale het Engelse Chelsea FC. Dankzij een 2-1-overwinning in Londen en een 1-1 gelijkspel thuis ging FC Barcelona door. Deze overwinning op Chelsea FC was extra bijzonder, aangezien het seizoen daarvoor de Engelse ploeg FC Barcelona na twee discutabele wedstrijden had uitgeschakeld. Via wedstrijden tegen het Portugese SL Benfica in de kwartfinale (0-0 uit, 2-0 thuis) en het Italiaanse AC Milan (0-1 uit, 0-0 thuis) in de halve finale bereikte FC Barcelona uiteindelijk de finale. Daarin was het Engelse Arsenal FC de tegenstander en de blaugranas wisten de finale met 2-1 te winnen. Na een 0-1-achterstand door een goal van Sol Campbell in de eerste helft, vocht Barça zich terug en de finale werd uiteindelijk gewonnen door doelpunten van Samuel Eto'o en Juliano Belletti. Als winnaar van de UEFA Champions League nam FC Barcelona in december 2006 deel aan het WK voor clubs in Japan. De Catalanen startten overtuigend aan het toernooi door in de halve finale met 4-0 te winnen van het Mexicaanse Club América, winnaar van de CONCACAF Champions Cup. Eiður Guðjohnsen, Rafael Márquez, Ronaldinho en Deco waren doeltreffend. In de finale verloor FC Barcelona echter met 0-1 van het Braziliaanse Internacional de Porto Alegre. De Catalanen domineerden de wedstrijd, maar kwamen nauwelijks tot grote kansen. In de tachtigste minuut maakte Carlos Adriano het enige doelpunt van de finale.
Het seizoen 2006/2007 liep uit op een teleurstelling. Na de verloren WK-finale schakelde Liverpool FC Barcelona al in de achtste finales uit in de Champions League en was er ook in de Spaanse competitie geen succes. FC Barcelona eindigde in punten gelijk met landskampioen Real Madrid, dat echter de titel won op basis van het betere onderlinge resultaat. Nadat ook het seizoen 2007/2008 zonder hoofdprijzen eindigde, werd trainer Rijkaard ontslagen.

### De terugkeer van Guardiola
Oud-speler Josep Guardiola werd met ingang van het seizoen 2008/09 aangesteld als nieuwe trainer. Onder hem won de club in zijn debuutjaar als coach de nationale dubbel (de landstitel en de Copa del Rey) en de UEFA Champions League. In de finale van de Champions League werd met 2-0 gewonnen van Manchester United door doelpunten van Samuel Eto'o en Lionel Messi. De Supercopa de España, de UEFA Supercup en de eerste wereldtitel voor clubteams in de clubhistorie volgden in de tweede helft van het jaar. Daarmee werd het kalenderjaar 2009 met zes gewonnen prijzen het beste jaar in de geschiedenis van FC Barcelona. In het seizoen 2009/10 werd de Spaanse competitie gewonnen, het seizoen daarop de Champions League en voor het derde jaar op rij de Spaanse competitie. Guardiola bleef aan tot en met het seizoen 2011/12 en werd met veertien prijzen de succesvolste coach in de clubgeschiedenis. Onder zijn bewind kwam het spel van Barcelona internationaal bekend te staan als tiki-taka, een tactiek met veel balbezit, beweging en korte passes.

### De opkomst van Lionel Messi
Essentieel voor de successen onder Guardiola, was de opkomst van aanvaller Lionel Messi. Hij werd in drie van de vier jaar waarin Guardiola coach was verkozen tot beste voetballer van de wereld en vier keer achter elkaar topscorer in de Champions League. In het seizoen 2011/12 werd hij met zijn 234e doelpunt op 24-jarige leeftijd clubtopscorer aller tijden en met vijftig competitiedoelpunten de meest scorende speler in één seizoen van de Primera División ooit. In competitie-, beker-, Supercup en Europese wedstrijden bij elkaar maakte hij in de vier jaar onder Guardiola 211 doelpunten, waaronder in de finales van beide gewonnen Champions League-toernooien, beide gewonnen WK's voor clubteams en beide gewonnen Copa del Rey-toernooien.

### Tito Vilanova en het vervolg
Met ingang van seizoen 2012/2013 volgde Tito Vilanova Guardiola op als hoofdcoach van FC Barcelona. Onder hem werd de club voor de 22e keer Spaans landskampioen. Deze titel werd overschaduwd door ziekte van de coach. In december 2012 werd voor de tweede keer kanker vastgesteld bij de Spanjaard, nadat hij in november 2011 al een tumor in de speekselklieren had laten verwijderen. Nadat ook voor de derde keer kanker bij hem werd geconstateerd, legde Vilanova in juli 2013 na één seizoen zijn functie bij Barcelona neer. Negen maanden later overleed hij aan de gevolgen van zijn ziekte.
Vilanova werd in juli 2013 opgevolgd door Gerardo Martino. In het jaar dat hij trainer van Barcelona was, won de club de Spaanse supercup, maar greep ze verder overal naast. Ze moest de Copa del Rey aan Real Madrid laten en de titel aan Atlético Madrid, dat Barcelona ook nog uitschakelde in de kwartfinale van de Champions League. Na het mislopen van het kampioenschap op de laatste speeldag, diende Martino diezelfde avond zijn ontslag in.

### De terugkeer naar successen onder Luis Enrique
Drie jaar na het vertrek van Guardiola stelde Barcelona in 2014 Luis Enrique aan als trainer, eveneens oud-speler van de club en voormalig teamgenoot van Guardiola. Onder hem begon een nieuwe periode waarin Barcelona de ene na de andere prijs won, nationaal en internationaal. In het eerste seizoen van Enrique schreef de club zowel het landskampioenschap, de nationale beker als de vijfde Champions League-titel in de clubgeschiedenis op haar naam. Messi werd dat jaar voor de vierde keer in zijn carrière verkozen tot beste speler van de wereld. Hierop volgde in 2015/16 de tweede dubbel op rij en Barcelona's derde wereldtitel voor clubteams, voor de derde keer nadat Messi de club op voorsprong bracht in de finale.

## De neergang onder Josep Maria Bartomeu (2015–2020)

### Laatste seizoen onder Luis Enrique
Het seizoen 2016-17 was de laatste van Luis Enrique op de bank bij Barça. Hij was overspannen en had rust nodig. Barça won de Supercopa tegen Sevilla FC met 5-0 over twee wedstrijden. In de UEFA Champions League eindigde de club eerste in de groep. Met slechts een verloren wedstrijd tegen Manchester City. Op 8 maart 2017 staat bij Barça bekend als Remontada. Na verlies in Parijs van Paris Saint-Germain met een beschamende 4-0, wist de ploeg van Luis Enrique, het scorebord om te draaien in Camp Nou met een score van 6-1 met doelpunten van Suárez, Messi, Neymar en Sergi Roberto en een eigen doelpunt van Kurzawa.  (De 6-1 werd gescoord op slechts 20 seconden van het einde van de wedstrijd) In de kwartfinales verloren ze uiteindelijk van Juventus met 3-0 over twee wedstrijden. Uiteindelijk won hij alleen de Copa del Rey aangezien hij La Liga op de laatste datum verloor van Real Madrid.

### Ernesto Valverde: successen en Europese teleurstellingen
In het seizoen 2017-2018 werd Ernesto Valverde naar de club gehaald. Na een sprankelend voorseizoen in de Verenigde Staten. Gebeurde het onmogelijke. Paris Saint-Germain activeerde Neymars afkoopclausule van €222.000.000. Want hem in één klap de duurste transfer ooit maakte. De start van het seizoen niet zoals verwacht, want Ernesto Valverde verloor de Supercopa van aartsrivaal Real Madrid met een 5-1 over twee wedstrijden. De start van het seizoen in La Liga was echter het tegenovergestelde, waarbij ze 7 overwinningen in de eerste 7 speelrondes behaalden en Juventus met 3-0 versloegen in de UEFA Champions League. Op 14 april 2018 overtrof Ernesto Valverde, het record van Real Sociedad van 38 opeenvolgende wedstrijden zonder te verliezen in de competitie. Na 43 wedstrijden verloren ze tegen Levante waarmee de winreeks eindigde. In mei 2021 tegen Real Sociedad won Barça, La Liga. Op de 21ste van dezelfde maand wonnen ze hun 30ste Copa del Rey. De club won hiermee de achtste dubbel in hun geschiedenis. Het team werd in de UEFA Champions League weer uitgeschakeld in kwartfinales door AS Roma. Dit was de derde keer in drie jaar achtereenvolgende jaren.
Het seizoen 2018-19 begint met het behalen van de Supercopa. Met deze titel werd Lionel Messi de meest succesvolle speler in de competitie met acht titels, en de club met drieëndertig, waarbij hij Andrés Iniesta versloeg. In mei 2019 won de Barça zijn 26e competitie, maar verloor de Copa Del Rey en werd dit keer uitgeschakeld in de halve finale van de UEFA Champions League., waarbij een 3-0 voorsprong werd verkwanseld, na in de tweede wedstrijd met 4-0 te hebben verloren van Liverpool. De onverwachte gebeurtenis als gevolg van het resultaat van de in Barcelona gespeelde wedstrijd, en met het precedent van de eerdere uitschakeling tegen AS Roma, maakte het tot een van de slechtste sportherinneringen van Barça.

### Quique Setién en de historische nederlaag
In het seizoen 2019-20 werd op 13 januari 2020, na uitschakeling in de halve finale van de Supercopa tegen Atlético Madrid, Valverde na tweeënhalf seizoen ontslagen. Quique Setién werd even later aangekondigd als de nieuwe coach van Barça. Ondanks dat hij zich presenteerde als een groot kenner van het spel van de Barça-spelers en met ideale tactische ideeën voor hun ontwikkeling, werkte het team niet en de nederlagen en het slechte spel dat gespeeld werd. Knapte uiteindelijke het londje en begaven spelers zich lichamelijk.
Uiteindelijk werd hij op 17 augustus van datzelfde jaar ontslagen. Hij heeft maar 25 wedstrijden bij de club gecoacht. Voor het eerst sinds 2008 werd er geen prijs gewonnen. In de Copa Del Rey werden ze uitgeschakeld door Athletic Club. In La Liga eindigde ze tweede en even later werd de grootste nederlaag ooit in de UEFA Champions League werkelijkheid. Op 14 augustus 2020 speelde Barça in de kwartfinale tegen het Duitse Bayern München. Door de Covid-19-maatregelen werd er maar één wedstrijd gespeeld in plaats van 2. Barça incasseerde een historische nederlaag van 2-8.  Dit was de vierde keer in vier achtereenvolgende jaren. Dit was bovendien ook de grootste overwinning van een club ooit in de UEFA Champions League. Ook was dit het eerste jaar zonder een prijs voor Barça sinds 12 jaar. 

### Crisis, Messi's vertrekwens en bestuurlijke chaos
Na dit hectische seizoen. Met veel onenigheid tussen de staf en het bestuur, kondigde toenmalig speler Lionel Messi ertoe de club te willen verlaten en hij deelde dit mee via een burofax. Hiermee deed hij beroep op zijn clausule die in zijn contract stond om zijn contract te ontbinden. De club beweerde dat Messi, hier te laat beroep op deed. Uiteindelijk besloot Messi toch door te gaan bij Barça. Directeur voetbalzaken Eric Abidal werd kort daarna uit zijn functie werd ontheven.

### Ronald Koeman en de wederopbouw in crisistijd
Op 19 augustus 2020 werd Ronald Koeman aangesteld als de nieuwe coach van Barça. Met Koeman als coach, stond de club voor een nieuw seizoen, een van de meest kritieke in haar geschiedenis, zowel als gevolg van bestuurlijke problemen, sportieve instabiliteit en financieel wanbestuur. Door veel blessures en een beperkte ploeg leed de ploeg zowel in La Liga als in Europa in de beginfase van de koers. Eind 2020 stonden ze negende geklasseerd in de competitie, met dus een reële kans om de groepsfase van de UEFA Champions League niet te halen. Barça haalde de laatste 16 van de Champions League. Ze werden verslagen door Paris Saint-Germain met 2-5 over 2 wedstrijden. Koeman won uiteindelijk wel de Copa Del Rey. Barça eindigde het seizoen derde na het mislopen van de competitie door in de laatste fases van de competitie onnodige punten te verliezen met nadruk op een cruciale wedstrijd tegen Granada CF. 

### Het vertrek van Bartomeu en de terugkeer van Laporta
In november 2021 werd er een officiële motie aangekondigd door de socios van de club tegen Josep Bartomeu, genaamd More than a Motion. De motie eindigde onmiddellijk ontslag van Bartomeu en zijn bestuur. Oftewel een motie van wantrouwen. Uiteindelijk hoefde het niet zover te komen en kondigde Bartomeu op 27 oktober 2021 zijn ontslag aan en van het hele bestuur. De club werd tijdelijk bestuurd door Carles Tusquets. De nieuwe verkiezing werden eigenlijk gehouden op 24 januari 2021 alleen door de Coronapandemie, werd deze uitgesteld tot 7 maart. De presidentskandidaten waren Joan Laporta, die bekend staat als de bestuurlijke grondlegger van het succes van Barça in de 21ste eeuw. Victor Font en Toni Freixa waren ook kandidaat. Zoals verwacht won Joan Laporta met 54.28% van de stemmen en beloofde tijdens zijn verkiezingsproject en zijn inauguratie speech, dat hij alles zou doen om Barça weer na de top te brengen.

## De weg terug naar de wereldtop onder Joan Laporta (2021–heden)

### Laporta en Xavi: start van de wederopbouw
Na zijn herverkiezing als president van FC Barcelona nam Joan Laporta het initiatief om contact op te nemen met Xavi Hernández, die terugkeerde naar de club als hoofdtrainer. Xavi kreeg de opdracht om een nieuw project op te zetten, met een sterke focus op het ontwikkelen van jonge talenten, vergelijkbaar met de succesvolle periodes onder Frank Rijkaard en Pep Guardiola. De doelstelling was om FC Barcelona terug te brengen naar de Europese top en het herstel van de reputatie die in de jaren daarvoor was afgenomen. Er werd geïnvesteerd in jeugdspelers, en het streven was om het kenmerkende 'tiki-taka'-spel en de teamgeest opnieuw tot kernwaarden te maken.
Xavi begon met het opbouwen van een nieuw team, bestaande uit gevestigde spelers en veelbelovende talenten uit de jeugdopleiding, waaronder Pedri, Gavi, Ronald Araújo en Alejandro Balde. Deze spelers werden binnen de club beschouwd als de opvolgers van de grootheden die hun loopbaan bij Barcelona hadden beëindigd.

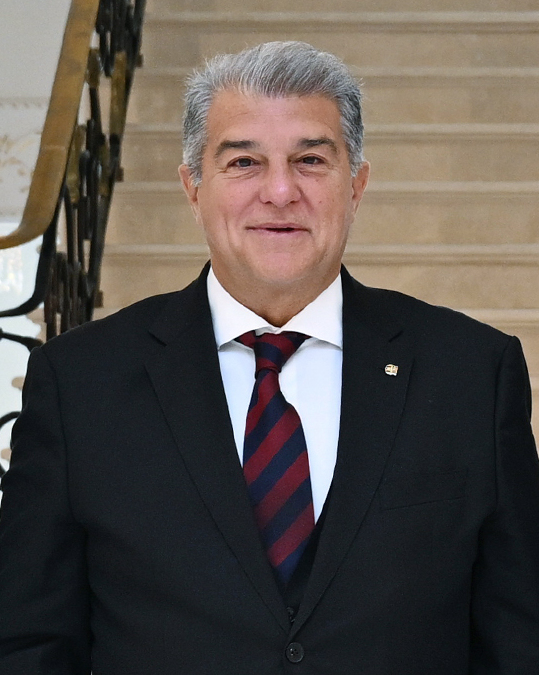
Joan Laporta in 2025

### Eerste successen en afscheid van clubiconen
De eerste tekenen van succes onder Xavi kwamen in januari 2023, toen FC Barcelona de Supercopa de España wist te winnen. In 2023 namen clubiconen als Gerard Piqué, Jordi Alba en Sergio Busquets afscheid, waarmee een belangrijk tijdperk werd afgesloten. Tegelijkertijd verhuisde Barcelona tijdelijk naar het Estadi Olímpic Lluís Companys (Montjuïc) vanwege de renovatiewerkzaamheden aan Camp Nou, die naar verwachting tot eind 2026 zouden duren. Op 14 mei 2023 behaalde FC Barcelona zijn eerste landstitel in vier jaar, de tweede prijs onder leiding van Xavi. 

### Herstructurering van de selectie
Tijdens de zomer van 2023 werd de selectie verder versterkt met onder meer João Cancelo, İlkay Gündoğan — die kort daarvoor de treble had gewonnen met Manchester City — en João Félix, een favoriet van Laporta. Daarnaast werd het Braziliaanse talent Vitor Roque aangetrokken, die in januari 2024 aansloot bij de ploeg.

### Prestaties in Europa en de doorbraak van Lamine Yamal
In december 2023 plaatste FC Barcelona zich voor het eerst sinds het vertrek van Lionel Messi weer voor de achtste finales van de UEFA Champions League. Een ander belangrijk hoogtepunt in deze periode was de doorbraak van Lamine Yamal.

### Xavi's aangekondigde vertrek en ontslag
Op 27 januari 2024 kondigde Xavi aan dat hij na afloop van het seizoen zou vertrekken. Desondanks bleef het team goed presteren en plaatste het zich op 12 maart 2024 voor de kwartfinales van de UEFA Champions League, voor het eerst in vier jaar. Op 25 april 2024 werd tijdens een gezamenlijke persconferentie met Laporta, Deco en Xavi aangekondigd dat Xavi alsnog aan zou blijven. Echter, op 24 mei 2024 maakte de club bekend dat het bestuur had besloten om Xavi en zijn volledige staf alsnog te ontslaan.
Xavi's laatste wedstrijd als coach van FC Barcelona vond plaats op 26 mei 2024 tegen Sevilla. Na drie jaar van heropbouw onder leiding van Laporta, Deco en Mateu Alemany (die in de zomer van 2023 was vertrokken), stond er opnieuw een complete selectie klaar.

### De komst van Hansi Flick
Op 29 mei 2024 stelde FC Barcelona Hansi Flick aan als nieuwe hoofdtrainer. Flick, die Barcelona in 2020 nog met Bayern München had verslagen met 8-2, tekende een contract tot medio 2026. Joan Laporta, die al langer gecharmeerd was van de Duitse voetbalschool, zag in Flick de geschikte persoon om een nieuw tijdperk in te luiden. Flick vernieuwde de volledige technische staf en legde de nadruk op het fysieke aspect binnen het team.

### Een nieuwe opmars onder Flick
Onder Flick kende Barcelona een indrukwekkende start: hij won zijn eerste vijf wedstrijden in La Liga, een prestatie die sinds het seizoen 2017/18 niet meer was voorgekomen. Ondanks blessures onder sleutelspelers wist Flick met een combinatie van talenten uit La Masia en ervaren krachten een dynamisch en competitief team te vormen.
Op 24 oktober 2024 boekte Barcelona een historische 4-1 overwinning op Bayern München in de Champions League, de eerste overwinning op de Duitse club sinds 2015. Een paar dagen later volgde een overtuigende 4-0 zege op Real Madrid in El Clásico in het Santiago Bernabéu.

### Jubileumjaar en jacht op de treble
Op 29 november 2024 vierde Barcelona zijn 125-jarig bestaan met een gala in het Gran Teatre del Liceu in Barcelona. In januari 2025 won Barcelona de Supercopa de España door Real Madrid met 5-2 te verslaan in de finale.
In de Champions League bleef de ploeg ongeslagen en bereikte het in april 2025 de halve finale door Borussia Dortmund over twee wedstrijden met 5-3 te verslaan. Op 2 april 2025 kwalificeerde Barcelona zich voor de finale van de Copa del Rey, waarin het Real Madrid zou treffen. Op 27 april 2025 won Barcelona de Copa del Rey na een 3-2 overwinning op Real Madrid na verlenging, waarmee de club zijn tweede prijs van het seizoen pakte en op koers bleef voor een mogelijke treble.
Op 6 mei 2025 verloor Barça na verlenging in de tweede halvefinale-wedstrijd van de UEFA Champions League van Internazionale. Over twee wedstrijden eindigde het duel in een totaalstand van 7–6 in het voordeel van de Italiaanse club, waarmee het Europese avontuur van de ploeg van trainer Flick tot een einde kwam. Enkele dagen later, op zondag 11 mei 2025, wist Barça de vierde en laatste Clásico van het seizoen te winnen. Thuis werd Real Madrid met 4-3 verslagen. Door deze overwinning heeft Barcelona nog slechts één overwinning nodig om zich voor het eerst sinds het seizoen 2022/23 opnieuw tot kampioen van Primera División te kronen. Op 16 mei 2023 won Barcelona met 0-2 in het stadion van Espanyol en kroonde zich daarmee tot kampioen van de Primera División, met nog twee wedstrijden te spelen. Het was de derde prijs van het seizoen, waarmee de club de nationale treble completeerde.

### Flicks nieuwe jacht op glorie
Op 25 juni 2025 kondigde de club aan terug te keren naar het Camp Nou, na twee jaar van sloop en renovatie vanaf de fundering. Op 10 augustus 2025 zal de Trofeu Joan Gamper worden gespeeld in het gerenoveerde stadion. Het betreft de eerste wedstrijd sinds de terugkeer naar het Camp Nou. De resterende werkzaamheden omvatten de voltooiing van de nieuwe derde ring, de dubbele VIP-ring, de installatie van het dak en de afwerking van diverse binnenruimtes, evenals de herontwikkeling van de omliggende stedelijke infrastructuur in de wijk Les Corts, als onderdeel van het project Espai Barça. Ter gelegenheid van de terugkeer lanceerde de club de campagne Tornem a casa, vibrem (We keren terug naar huis, laten we trillen). De club moest terugkomen op het oorspronkelijke plan, omdat de gemeente niet tijdig alle benodigde licenties verleende voor het stadion. De opening werd daardoor uitgesteld tot september, tijdens de vierde speelronde.
Joan Laporta, in vooralsnog zijn laatste seizoen als president, heeft een duidelijke missie: het succes van vorig seizoen evenaren en na elf jaar eindelijk opnieuw de UEFA Champions League winnen. Samen met sportief directeur Deco versterkte hij in de zomer van 2025 de selectie van trainer Hansi Flick met gerichte aankopen. Joan García werd overgenomen van stadsrivaal RCD Espanyol als mogelijke opvolger van Marc-André ter Stegen, wiens toekomst onzeker is na langdurig blessureleed en het verlies van zijn basisplaats. Daarnaast legde de club het Zweedse toptalent Roony Bardghji vast, dat al geruime tijd op de radar stond van meerdere Europese topclubs. Marcus Rashford werd op huurbasis overgenomen van Manchester United, waar hij een moeizaam seizoen kende en op zoek was naar een nieuwe impuls in zijn carrière.
Op 13 juli 2025 meldden de spelers zich op de club voor de medische keuring en de start van de voorbereiding op het nieuwe seizoen. Ook een aanzienlijk aantal spelers uit Juvenil A en Barça Atlètic werd opgeroepen om deel te nemen aan de eerste trainingsweken. Marc-André ter Stegen volgde een individueel programma en sloot vooralsnog niet aan bij de groepstraining. In tegenstelling tot de voorgaande jaren, waarin het voorseizoen in de Verenigde Staten plaatsvond, kiest de club dit jaar voor een tournee door Azië.
Op 22 juli 2025 maakte FC Barcelona bekend dat Como 1907 de tegenstander zal zijn in de Trofeu Joan Gamper, die op 10 augustus 2025 wordt gespeeld in het vernieuwde Spotify Camp Nou. De Italiaanse club heeft nauwe banden met Barça: trainer Cesc Fàbregas en spelers als Pepe Reina, Sergi Roberto en Álex Valle hebben allen een verleden bij de club.

## Shirtsponsoring
Meyba en Kappa sponsorden FC Barcelona tot 1998. Sindsdien is Nike de kledingsponsor van de club. Tot 1 juni 2011 weigerde FC Barcelona commerciële shirtsponsoring. Van 2005 tot 2013 stond het logo van de Catalaanse televisiezender TV3 als sponsor op de linkerarm van het tenue.
Op 7 september 2006 sloot de club een overeenkomst voor vijf jaar met UNICEF met de slogan Barça, més que un club, waarbij FC Barcelona de organisatie jaarlijks steunde met 1,5 miljoen euro en het Unicef-logo mocht afbeelden op wedstrijd- en trainingskleding. Unicef wordt hierdoor beschouwd als de eerste shirtsponsor in de geschiedenis van de club.
Vanaf 1 juni 2011 stond de naam van de Qatar Foundation op het shirt. Unicef verhuisde naar de achterzijde onder het rugnummer. Hiermee werd dit bedrijf de eerste echte commerciële shirtsponsor. Qatar Airways volgde als hoofdsponsor tot en met het seizoen 2016/17. De club vroeg destijds €60 miljoen per jaar van de Qatarese overheid.
Van 1 juli 2017 tot medio 2022 prijkte de naam van het Japanse elektronicaconcern Rakuten op het shirt. Oud-speler Gerard Piqué speelde een rol bij deze deal.
Op 15 maart 2022 maakte de club bekend een overeenkomst van €280 miljoen te hebben gesloten met het Zweedse Spotify, waarbij het bedrijf vanaf seizoen 2022/23 voor vier jaar de shirtsponsor van zowel de mannen als vrouwen werd, én haar naam aan het stadion mocht verbinden.
Tegelijkertijd verviel de overeenkomst met Unicef. Deze werd vervangen door UNHCR/ACNUR, de Hoge Commissaris voor de Vluchtelingen van de Verenigde Naties. De samenwerking loopt vier jaar.
Op 25 mei 2023 kondigde TP Vision, een dochteronderneming van Philips, een samenwerking aan met FC Barcelona. Het Ambilight TV-logo zal op de mouw van het shirt verschijnen. Het contract loopt tot medio 2028 en vertegenwoordigt een waarde van €80 miljoen.
Op 9 november 2024 verlengden Nike en FC Barcelona hun samenwerking tot medio 2038. Het nieuwe contract levert de club €127 miljoen per seizoen op, met een eenmalige bonus van €10 miljoen. Het totale bedrag komt daarmee op circa €1,7 miljard – een van de grootste sponsorcontracten in het voetbal.

## Presidenten van FC Barcelona
| - Walter Wild 1899-1901 - Bartomeu Terradas 1901-1902 - Paul Haas 1902-1903 - Arthur Witty 1903-1905 - Josep Soler 1905-1906 - Juli Marial 1906-1908 - Vicenç Reig 1908 - Joan Gamper 1908-1909 - Otto Gmelin 1909-1910 - Joan Gamper 1910-1913 - Francesc de Moxó 1913-1914 - Àlvar Presta 1914 - Joaquim Peris 1914-1915 - Rafael Llopart 1915-1916 - Gaspar Rosés 1916-1917 - Joan Gamper 1917-1919 |  | - Ricard Graells 1919-1920 - Gaspar Rosés 1920-1921 - Joan Gamper 1921-1923 - Enric Cardona 1923-1924 - Joan Gamper 1924-1925 - Arcadi Balaguer 1925-1929 - Tomàs Rosés 1929-1930 - Gaspar Rosés 1930-1931 - Antoni Oliver 1931 - Joan Coma 1931-1934 - Esteve Sala 1934-1935 - Josep Sunyol 1935-1936 - Bestuurscommissie ivm Burgeroorlog 1936-1940 - Enrique Piñeyro Queralt 1940-1943 - Josep Vendrell 1943-1946 |  | - Agustí Montal Galobart 1946-1952 - Enric Martí 1952-1953 - Francesc Miró-Sans 1953-1961 - Enric Llaudet 1961-1968 - Narcís de Carreras 1968-69 - Agustí Montal Costa 1969-1977 - Raimon Carrasco 1977-1978 - Josep Lluís Núñez 1978-2000 - Joan Gaspart 2000-2003 - Enric Reyna 2003 - Joan Laporta 2003-2010 - Sandro Rosell 2010-2014 - Josep Maria Bartomeu 2014-2020 - Carlos Tusquets 2020-2021 - Joan Laporta 2021- |